# Ctenomys conoveri
Ctenomys conoveri is een zoogdier uit de familie van de kamratten (Ctenomyidae). De wetenschappelijke naam van de soort werd voor het eerst geldig gepubliceerd door Osgood in 1946.

## Voorkomen
De soort komt voor in Paraguay, Argentinië en Bolivia.